# Пери (Мехединци)
Пери (рум. Peri) насеље је у Румунији у округу Мехединци у општини Хусничоара. Oпштина се налази на надморској висини од 259 m.

## Становништво
Према подацима из 2002. године у насељу је живело 440 становника, од којих су сви румунске националности.